# Wesley Hills
Wesley Hills est un village du comté de Rockland, dans l'État de New York, aux États-Unis,. En 2010, il comptait une population de 5 628 habitants.

## Démographie
Lors du recensement de 2010, le village comptait une population de 5 628 habitants, tandis qu'en 2019, elle est estimée à 5 919 habitants.